# Eusparassus hansii
Eusparassus hansii är en spindelart som beskrevs av Schenkel 1950. Eusparassus hansii ingår i släktet Eusparassus och familjen jättekrabbspindlar. Inga underarter finns listade i Catalogue of Life.